# 537 TCN
537 TCN là một năm trong lịch La Mã.